# Divize C 1983/1984
V soubojích 19. ročníku České divize C 1983/84 se utkalo 14 týmů dvoukolovým systémem podzim–jaro. Tento ročník začal v srpnu 1983 a skončil v červnu 1984.

## Nové týmy v sezoně 1983/84
Z 2. ligy – sk. A 1982/83 sestoupilo do Divize C mužstvo TJ Náchod. Z krajských přeborů ročníku 1982/83 postoupila vítězná mužstva TJ Kolora Semily z Východočeského krajského přeboru a TJ ČKD Kompresory Praha z Pražského přeboru. Také sem bylo přeřazena mužstva TJ Admira Praha 8 a TJ Meteor Praha 8 z Divize B.

## Výsledná tabulka
| Poř. | Tým                           | Z  | V  | R  | P  | VG | OG | B  |
| ---- | ----------------------------- | -- | -- | -- | -- | -- | -- | -- |
| 1.   | TJ Spartak Hlinsko            | 26 | 16 | 3  | 7  | 53 | 29 | 35 |
| 2.   | TJ Náchod                     | 26 | 13 | 6  | 7  | 45 | 37 | 32 |
| 3.   | TJ BSS Brandýs nad Labem      | 26 | 13 | 5  | 8  | 45 | 29 | 31 |
| 4.   | TJ ČKD Kompresory Praha       | 26 | 10 | 10 | 6  | 39 | 27 | 30 |
| 5.   | TJ Spartak Hradec Králové "B" | 26 | 10 | 9  | 7  | 35 | 36 | 29 |
| 6.   | TJ Transporta Chrudim         | 26 | 11 | 5  | 10 | 36 | 34 | 27 |
| 7.   | TJ Spartak BS Vlašim          | 26 | 11 | 5  | 10 | 31 | 37 | 27 |
| 8.   | TJ Admira Praha 8             | 26 | 10 | 6  | 10 | 42 | 35 | 26 |
| 9.   | TJ Meteor Praha 8             | 26 | 9  | 7  | 10 | 30 | 33 | 25 |
| 10.  | SK Sparta Kutná Hora          | 26 | 11 | 3  | 12 | 39 | 45 | 25 |
| 11.  | TJ Kolora Semily              | 26 | 9  | 6  | 11 | 37 | 37 | 24 |
| 12.  | TJ Lokomotiva Trutnov         | 26 | 8  | 8  | 10 | 32 | 33 | 24 |
| 13.  | TJ VCHZ Pardubice "B"         | 26 | 5  | 6  | 15 | 26 | 46 | 16 |
| 14.  | TJ Lokomotiva Pardubice       | 26 | 4  | 5  | 17 | 18 | 50 | 13 |

Poznámky:
- Z = Odehrané zápasy; V = Vítězství; R = Remízy; P = Prohry; VG = Vstřelené góly; OG = Obdržené góly; B = Body

|  | Postup do 3. ligy – sk. B 1984/85                |
|  | Sestup do příslušného oblastního přeboru 1984/85 |